# MDR Sachsen-Anhalt
MDR Sachsen-Anhalt (avant juillet 2012, MDR 1 Radio Sachsen-Anhalt) est la radio régionale de la Mitteldeutscher Rundfunk pour la Saxe-Anhalt.

## Programme
Sa mission est la diffusion d'émissions et d'informations ayant pour sujet la Saxe-Anhalt. La programmation musicale consiste surtout en des succès des dernières décennies et du schlager.

## Studios
Le studio principal se trouve à Magdebourg, la capitale du Land. La radio dispose de quatre studios (Magdebourg, Dessau, Halle, Stendal) et deux bureaux régionaux (Naumbourg, Wernigerode (Harz)).

## Diffusion
MDR Sachsen-Anhalt couvre l'ensemble de la Saxe-Anhalt, ainsi que l'est de la Basse-Saxe, Brême, Hambourg et en partie Rhénanie-du-Nord-Westphalie, le Mecklembourg-Poméranie-Occidentale, le Brandebourg, Berlin, la Saxe et le nord de la Hesse, sur la fréquence de 94,6 FM, depuis l'émetteur de Brocken. Dans des conditions météorologiques extrêmement favorables, on peut recevoir la radio sur les ubacs du Jura franconien, de la forêt de Franconie et du Rhön. Dans les régions métropolitaines de Magdebourg et Halle, on peut capter MDR Sachsen-Anhalt en DAB+.

### Source de la traduction
- (de) Cet article est partiellement ou en totalité issu de l’article de Wikipédia en allemand intitulé « MDR Sachsen-Anhalt » (voir la liste des auteurs).